# Peltodasia flaviseta
Peltodasia flaviseta är en tvåvingeart som först beskrevs av Aldrich 1928.  Peltodasia flaviseta ingår i släktet Peltodasia och familjen Pyrgotidae. Inga underarter finns listade i Catalogue of Life.